# Carter Jenkins

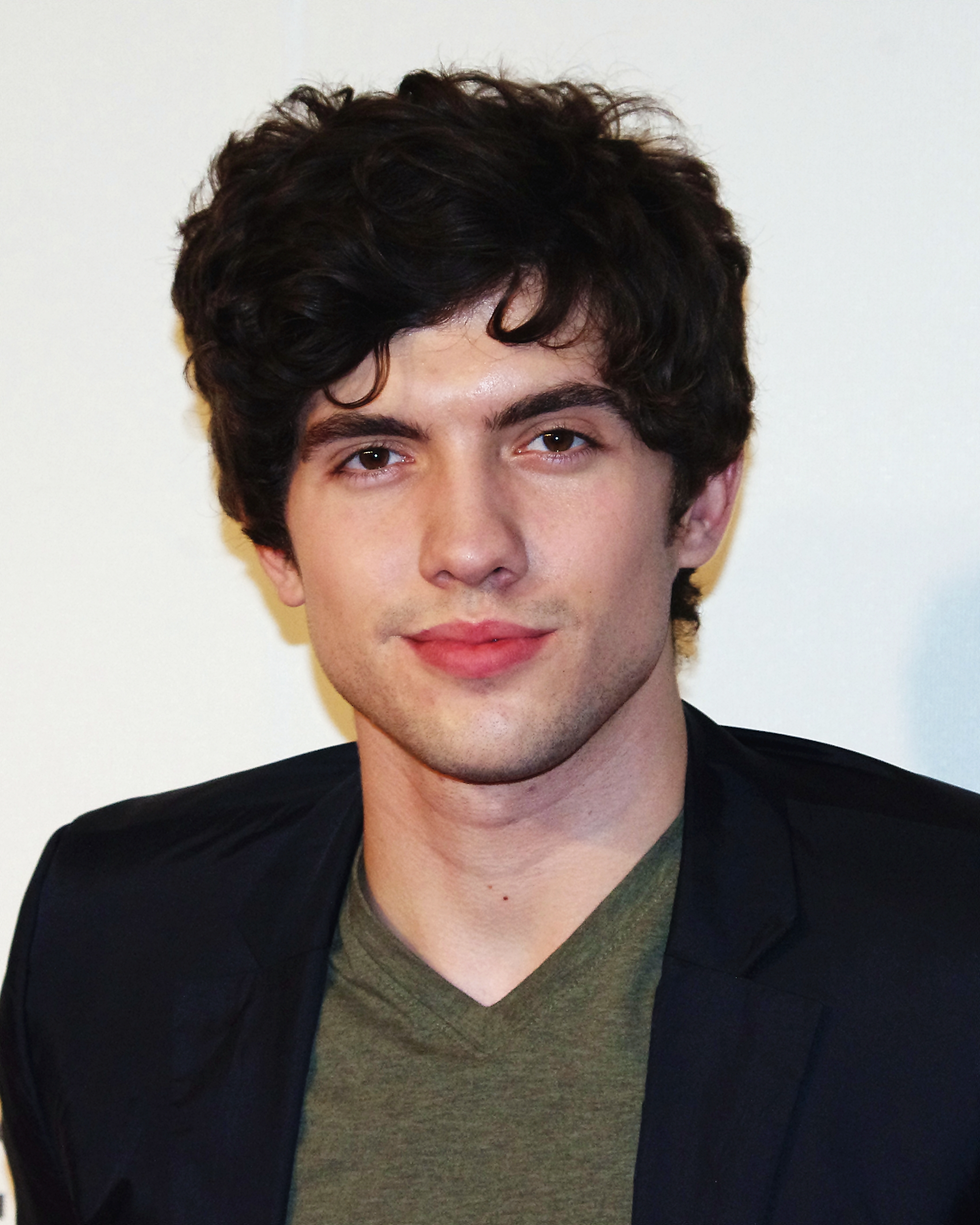
Carter Jenkins (2012)

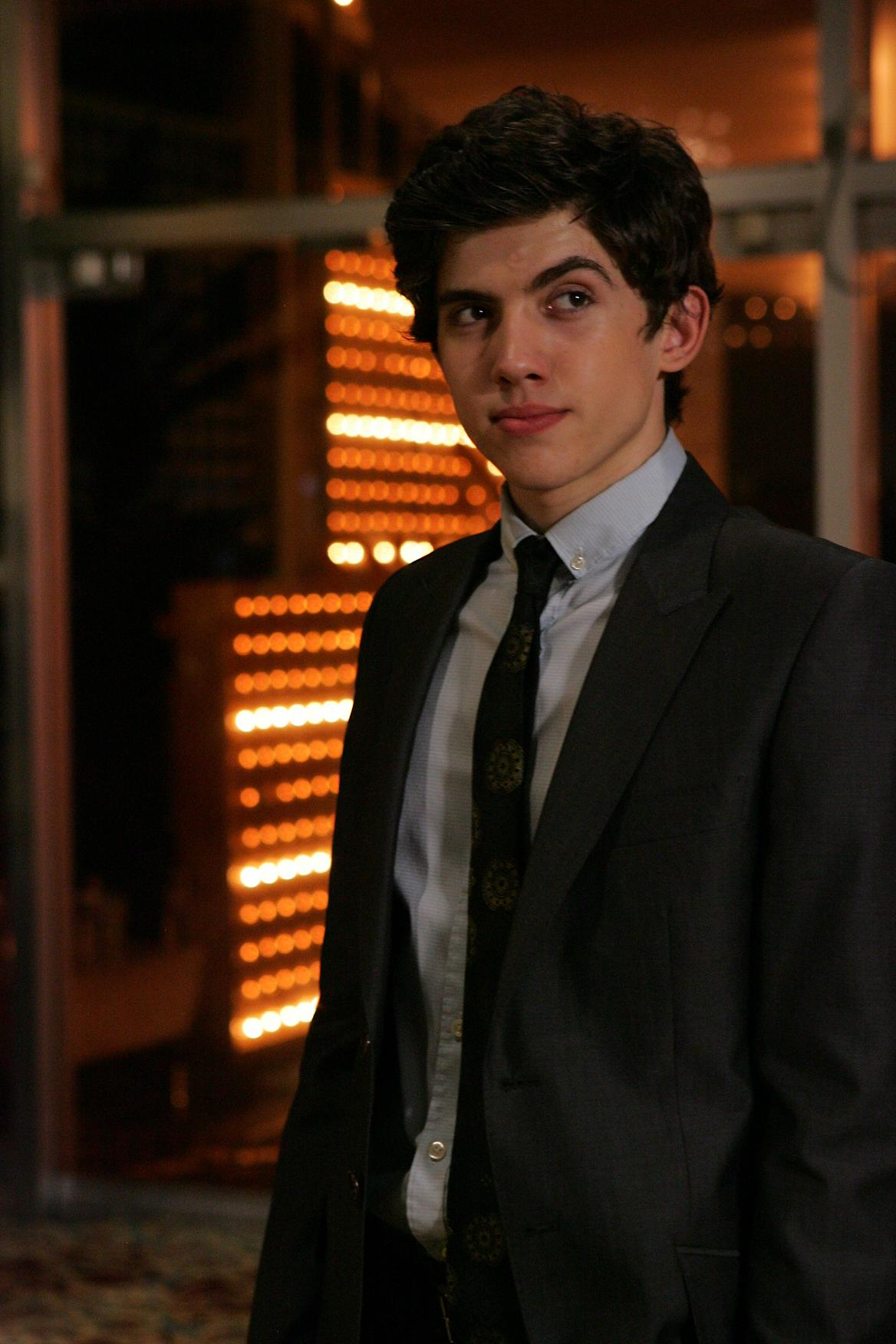
Carter Jenkins (2008)

Carter Mark Jenkins (* 4. September 1991 in Tampa, Florida) ist ein US-amerikanischer Filmschauspieler.

## Leben
Jenkins, jüngster von drei Geschwistern, begann im Alter von sieben Jahren seine Liebe für die Schauspielerei im Gemeindetheater zu entwickeln. Auf diese Weise wurde ein Talentsucher auf ihn aufmerksam, der ihn nach Los Angeles holte, wo er nach einigen Castings erste Auftritte in Spielfilme und Fernsehserien bekam. Bekannt wurde Jenkins vor allem durch seine Rolle in der 15-teiligen Fernsehserie Surface – Unheimliche Tiefe. Für seine Darstellung des Miles Barnett wurde er mit dem Young Artist Award in der Kategorie Bester Hauptdarsteller in einer Serie (Komödie/Drama) ausgezeichnet. Im September 2007 war er in der von Hugh Jackman produzierten Musical-Serie Viva Laughlin zu sehen.
Neben seiner Tätigkeit vor der Kamera übt der Jungschauspieler Sportarten wie Baseball, Basketball und Fußball aus, und ist – obwohl nicht mehr in Tampa lebend – ein Tampa-Bay-Buccaneers-Fan.
Sein Bruder, Renneker Jenkins, ist ebenfalls Schauspieler und hatte an seiner Seite in Surface einen Gastauftritt.

## Filmografie (Auswahl)

### Fernsehserien
- 2003: Without a Trace – Spurlos verschwunden (Without a Trace)
- 2004: Scrubs – Die Anfänger (Scrubs)
- 2004–2007: Unfabulous
- 2004: Everwood
- 2005: CSI: NY
- 2005: Lost (nur Stimme)
- 2005–2006: Surface – Unheimliche Tiefe (Surface)
- 2006: 4400 – Die Rückkehrer (The 4400)
- 2006: Dr. House (House)
- 2006: CSI: Miami
- 2007: Viva Laughlin
- 2009: Lie to Me
- 2014: The Following (Episoden 2x12–2x15)
- 2017–2018: Famous in Love (18 Folgen)

### Spielfilme
- 2005: Gut gebellt ist halb gewonnen (Life Is Ruff)
- 2005: Die Bären sind los (Bad News Bears)
- 2006: Ben 10
- 2006: Keeping up with the Steins (Lucky 13)
- 2009: Arcadia Lost
- 2009: Die Noobs – Klein aber gemein (Aliens in the Attic)
- 2010: Valentinstag (Valentine's Day)
- 2015: Der Kreis (Circle)
- 2020: Kappa Kappa Die
- 2022: After Ever Happy

## Auszeichnungen
- 6 Young-Artist-Award-Nominierungen, davon zweimal ausgezeichnet